# Saint-Nicolas-de-la-Balerme
Saint-Nicolas-de-la-Balerme (okzitanisch: Sent Nicolau de la Valerma) ist eine französische Gemeinde mit 425 Einwohnern (Stand: 1. Januar 2022) im Département Lot-et-Garonne in der Region Nouvelle-Aquitaine (vor 2016: Aquitanien). Sie gehört zum Arrondissement Agen und zum Kanton Le Sud-Est Agenais. Die Einwohner werden Nicolaïtes genannt.

## Geografie
Die Gemeinde Saint-Nicolas-de-la-Balerme liegt 13 Kilometer ostsüdöstlich von Agen. Die Garonne begrenzt die Gemeinde im Norden, in die hier der Auroue, der die östliche Gemeindegrenze bildet, mündet. Umgeben wird Saint-Nicolas-de-la-Balerme von den Nachbargemeinden Saint-Jean-de-Thurac im Nordwesten und Norden, Saint-Romain-le-Noble im Norden und Nordosten, Saint-Sixte im Osten sowie Caudecoste im Süden und Westen.

## Bevölkerungsentwicklung
| Jahr                       | 1962 | 1968 | 1975 | 1982 | 1990 | 1999 | 2006 | 2013 | 2022 |
| -------------------------- | ---- | ---- | ---- | ---- | ---- | ---- | ---- | ---- | ---- |
| Einwohner                  | 333  | 333  | 325  | 324  | 365  | 354  | 401  | 386  | 425  |
| Quellen: Cassini und INSEE |      |      |      |      |      |      |      |      |      |

## Sehenswürdigkeiten
- Kirche von Saint-Nicolas, wieder errichtet im 16. Jahrhundert
- Schloss Saint-Philipp aus dem 15. Jahrhundert

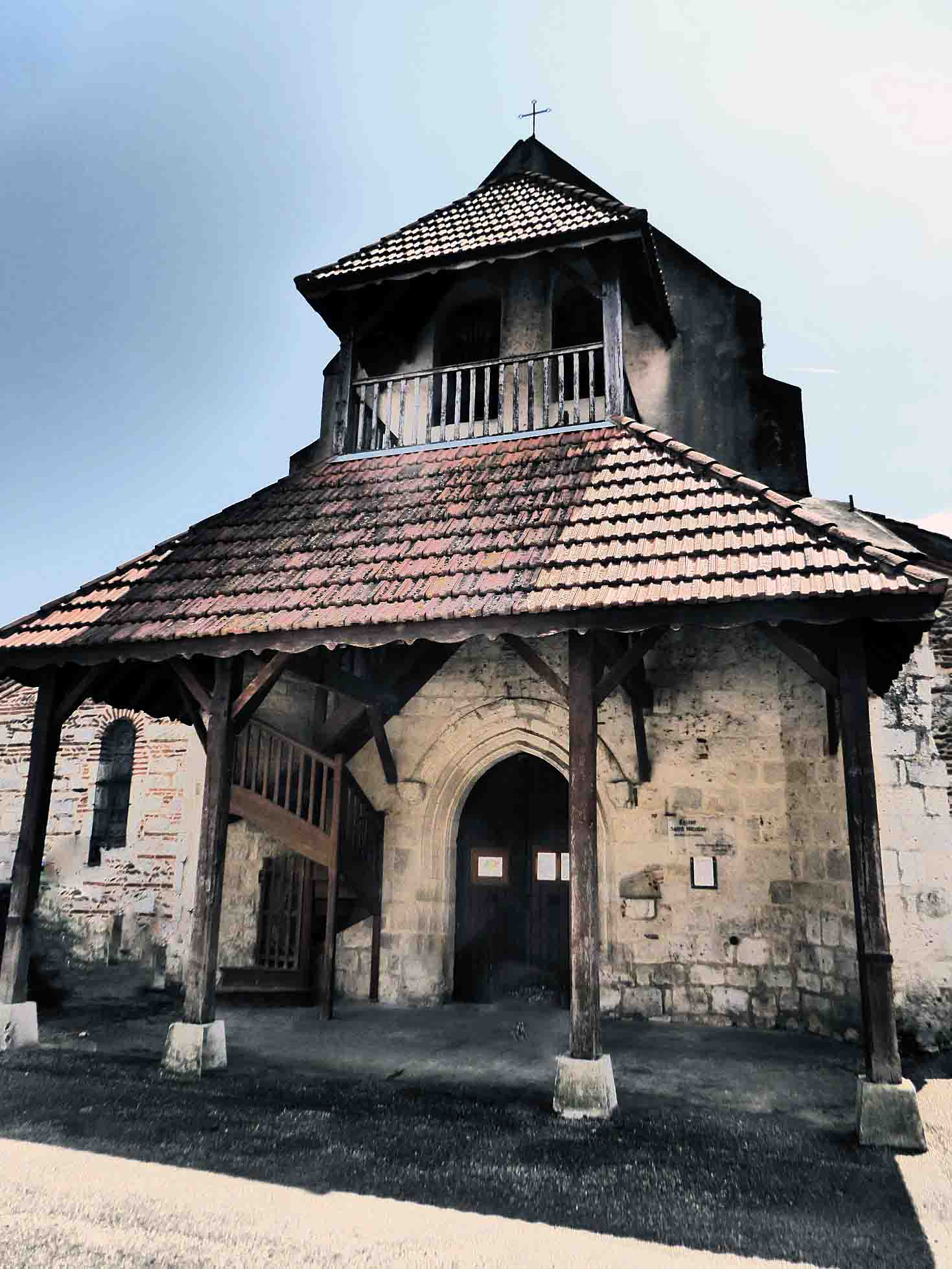
Kirche Saint-Nicolas
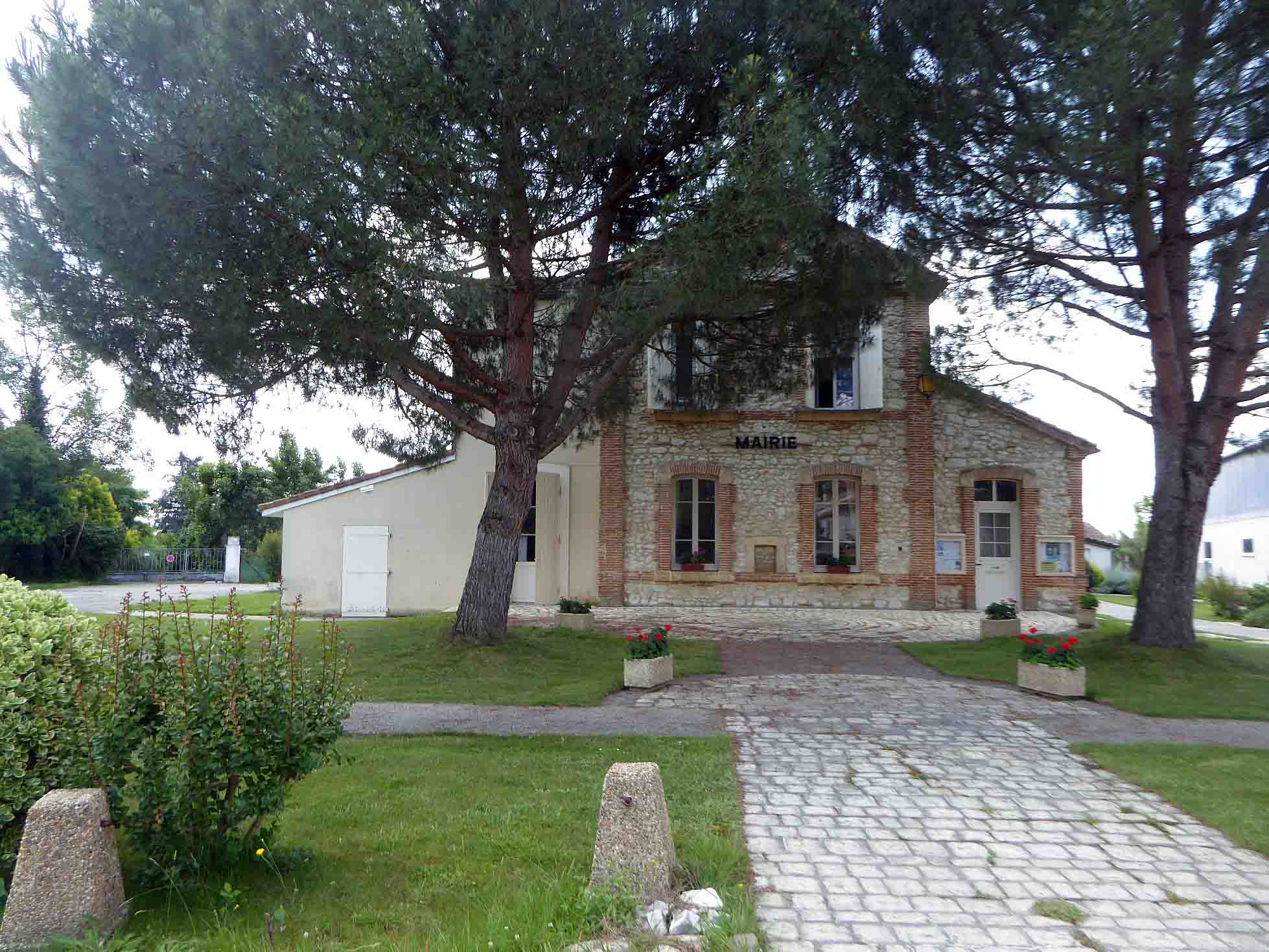
Mairie
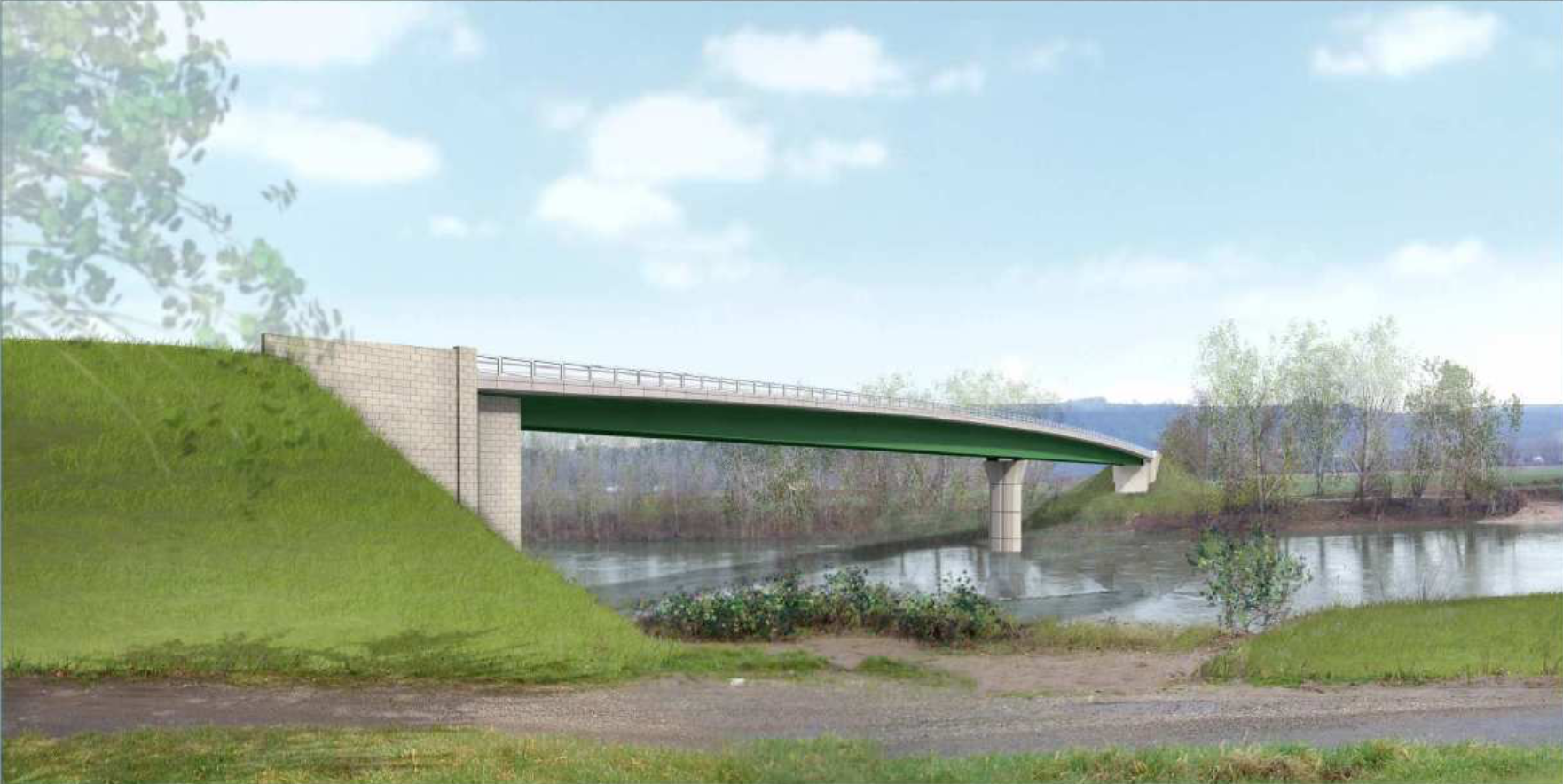
Brücke über die Garonne